# 四季合唱團
四季合唱團（The Four Seasons）是美國的一個活躍於1960年代至1970年代的合唱團，也被視為是披頭四樂團成名之前世界上最成功的樂團之一。1990年，四季合唱團進入了搖滾名人堂。1999年，四季合唱團又被選入了聲樂團體名人堂。四季合唱團是史上作品最暢銷的音樂團體之一，唱片全球銷量超過一億張。